# 10043 Janegann
10043 Janegann è un asteroide della fascia principale. Scoperto nel 1985, presenta un'orbita caratterizzata da un semiasse maggiore pari a 3,1281598 UA e da un'eccentricità di 0,1214030, inclinata di 17,32180° rispetto all'eclittica.
L'asteroide è dedicato a Jane Gann cofondatore e primo presidente donna della Columbus Astronomical Society.